# Керер, Эмилио
Эмилио Джузеппе Керер (нем. Emilio Giuseppe Kehrer; род. 20 марта 2002) — немецкий футболист, нападающий нидерландского клуба «Виллем II».

## Клубная карьера
Начал заниматься футболом в клубе «Равенсбург» из своего родного города. В 2017 году перешёл в академию «Фрайбург», где выступал за молодёжную команду клуба. 9 января 2021 года впервые попал в заявку второй команды на матч Региональная лиги Германии против «Ульма». На 70-й минуте встречи он вышел на замену вместо Нишана Буркарта и на последних минутах заработал жёлтую карточку. За два года вместе с командой поднялся в третью лигу. В общей сложности провёл 56 матчей, в которых забил 15 мячей.
7 июня 2022 года перешёл в бельгийский «Серкль Брюгге», подписав с клубом контракт, рассчитанный на три года.
5 июля 2024 года подписал трёхлетний контракт с нидерландским клубом «Виллем II». 10 августа дебютировал за клуб в гостевом матче Эредивизи против «Фейеноорда», выйдя на замену на 81-й минуте вместо Рунара Тоур Сигюргейрссона.

## Карьера в сборной
Выступал за юношеские сборные Германии различных возрастов. В октябре 2021 года принимал участие в матчах Элитной лиги УЕФА в составе сборной Германии до 20 лет. В матче против Румынии оформил дубль, чем помог разгромить соперника со счётом 4:0.

## Клубная статистика
| Выступление      | Выступление       | Выступление      | Лига | Лига | Кубки | Кубки | Конт. кубки | Конт. кубки | Итого | Итого |
| Клуб             | Лига              | Сезон            | Игры | Голы | Игры  | Голы  | Игры        | Голы        | Игры  | Голы  |
| ---------------- | ----------------- | ---------------- | ---- | ---- | ----- | ----- | ----------- | ----------- | ----- | ----- |
| Фрайбург II      | Региональная лига | 2020/21          | 26   | 11   | 0     | 0     | 0           | 0           | 26    | 11    |
| Фрайбург II      | Третья лига       | 2021/22          | 30   | 4    | 0     | 0     | 0           | 0           | 30    | 4     |
| Фрайбург II      | Итого             | Итого            | 56   | 15   | 0     | 0     | 0           | 0           | 56    | 15    |
| Серкль Брюгге    | Лига Жюпиле       | 2022/23          | 0    | 0    | 0     | 0     | 0           | 0           | 0     | 0     |
| Серкль Брюгге    | Итого             | Итого            | 0    | 0    | 0     | 0     | 0           | 0           | 0     | 0     |
| Всего за карьеру | Всего за карьеру  | Всего за карьеру | 56   | 15   | 0     | 0     | 0           | 0           | 56    | 15    |